# Андон Гущеров
Андон Александров Гущеров е български футболист, който играе на поста нападател. Състезател на Беласица (Петрич).

## Кариера
На 15 март 2012 Гущеров вкарва първия гол за историческата победа с 2 – 1 срещу хегемона ЦСКА на четвъртфинал за Купата на България. В началото на юли 2012 подписва двугодишен контракт с Монтана, но не успява да се утвърди като част от първия отбор и напуска клуба в края на ноември.
На 1 август 2017 Гущеров подписва с отбора на ЦСКА 1948.

## Успехи
ЦСКА 1948
- Втора лига (1): 19/20